# Jugoslavien i olympiska vinterspelen 1984
Jugoslavien deltog med 72 deltagare vid de olympiska vinterspelen 1984 i Sarajevo. Totalt vann de en silvermedalj.

## Medaljer

### Silver
- Jure Franko - Alpin skidåkning, storslalom.